# Got, Mentsh un Tayvl
Got, Mentsh un Tayvl (englisch God, Man and Devil) ist ein jiddischer Spielfilm von 1950 aus den USA. Er ist der letzte jiddische Film von Joseph Seiden und beendet die Ära des jiddischen Films in den USA.
Er geht auf das gleichnamige Theaterstück von Jakob Gordin von 1900 zurück.